# Obava, Muncaci
Obava (în ucraineană Обава) este localitatea de reședință a comunei Obava din raionul Muncaci, regiunea Transcarpatia, Ucraina.

## Demografie
Componența lingvistică a localității Obava
     Ucraineană (99,19%)
     Alte limbi (0,5%)
Conform recensământului din 2001, majoritatea populației localității Obava era vorbitoare de ucraineană (99,19%), existând în minoritate și vorbitori de alte limbi.